# آمپیتاتافیکا (آنتاناناریوو)
آمپیتاتافیکا (به لاتین: Ampitatafika) یک منطقهٔ مسکونی در ماداگاسکار است که در آنالامانگا واقع شده‌است. آمپیتاتافیکا ۲۱٫۸ کیلومتر مربع مساحت و ۵۰٬۳۷۳ نفر جمعیت دارد و ۱٬۲۵۵ متر بالاتر از سطح دریا واقع شده‌است.